# Dijana Ravnikar
Dijana Grudiček-Ravnikar (Rijeka, 4. lipnja 1978.), umirovljena slovenska biatlonka hrvatskog podrijetla, natjecateljica u više biatlonskih disciplina na trima Olimpijskim igrama.
Nastupila je u Salt Lake Citiju 2002., Torinu 2006. i Vancouveru 2010. Najveće postignuće su 6. mjesta u ženskoj štafeti u Salt Lake Citiju i Torinu. Bez značajnih uspjeha nastupala u Svjetskom kupu do 2010., uz povratke 2012. i 2013., uoči Zimskih olimpijskih igara u Sočiju, na koje se nije uspjela plasirati.
Oženjena i majka dvoje djece. Živi u Kopru.